# Wöstendöllen
Die knapp 400 Einwohner zählende Bauerschaft Wöstendöllen ist ein Ortsteil der Gemeinde Visbek im südoldenburgischen Landkreis Vechta in Niedersachsen. Wöstendöllen liegt etwa 3,5 km südöstlich des Visbeker Ortskerns. Die flache Geestlandschaft ist von fruchtbarem Lehmboden bedeckt. Nordöstlich von Wöstendöllen entspringt bei Bonrechtern der löss-lehmgeprägte Tieflandbach Twillbäke, der – nach einem in südlicher Richtung geschlagenen Bogen entlang des Forstes Herrenholz – Wöstendöllen nordwärts durchfließt.

## Geschichte
Die Abtei Corvey hatte in Wöstendöllen um das Jahr 1000 eine zinspflichtige Stelle. Mittelalterliche Zeugnisse nennen die Bauerschaft als Astulini (11. Jahrhundert), Ostolone (1218), Hostulne (1275), Hestulen (ca. 1278). Die Bedeutung dieser älteren Formen ist Ostdöllen. Als Wöstendöllen wurde die Ortschaft anscheinend erstmals 1431 erwähnt.
In der Gemeinde Visbek gab es einst zahlreiche Windmühlen. Die letzte davon stand am Mühlenschlatt in Wöstendöllen. Aus diesem Grunde ist im Wappen der Bauerschaft eine hölzerne Windmühle aufgeführt.
Wöstendöller Bezirksvorsteher ist Mario Honkomp (Stand Januar 2023).

## Verkehr
Die Landesstraße L880 und die Kreisstraße K253 verbinden Wöstendöllen mit Visbek, Rechterfeld, Goldenstedt und Lutten. Im Rahmen der Verkehrsgemeinschaft Landkreis Vechta ist Wöstendöllen durch die Buslinien von Moobilplus Landkreis Vechta (moobil+) in den Öffentlichen Personennahverkehr (ÖPNV) des Oldenburger Münsterlandes eingebunden.

## Naturschutzgebiete
- Nördlich schließt das von der Twillbäke durchflossene Naturschutzgebiet „Bäken der Endeler und Holzhauser Heide“ direkt an das Dorf an.
- Südöstlich, etwa 2 km entfernt und überwiegend auf dem Gebiet der Gemeinde Goldenstedt, liegt der Staatsforst und das Naturschutzgebiet Herrenholz, ein altes, von mesophilen Eichen-Hainbuchenmischwäldern geprägtes Waldgebiet mit wertvollen Lebensräumen wie kleinen nährstoffreichen Schlatts mit Teichröhrichten und kleinflächigen Erlen-Bruchwäldern.[7]

## Vereine
- Die Schützenkompanie Wöstendöllen ist seit 2005 aktiv. Sie hat 50 Mitglieder und gehört zum Schützenverein Visbek.
- Der Heimatverein Wöstendöllen wurde im Jahr 1947 gegründet.
- Wöstendöller Boomsetters (= Die Pfingstbaumsetzer).